# Quai André Citroën
Der Quai André Citroën ist eine Straße am linken Seineufer im 15. Arrondissement von Paris.

## Lage
Die Straße liegt zwischen der Pont Mirabeau und der Pont de Grenelle. An der Südseite, getrennt durch einen Grünstreifen, verläuft eine schmälere Straße gleichen Namens entlang der Häuserfront. Sie beginnt an der Avenue Émile Zola und endet an der Rue Linois. Am Seineufer direkt liegt die Uferstraße Port de Javel Haut mit Restaurants und Schiffsanleger.
Die Straße wird nach der Pont Mirabeau geteilt: Nach dem Jardin des Mères et Grands-Mères de la Place de Mai wird sie verengt und bis zur Rue Cauchy weitergeführt. Eine unterirdische Straße (Tunnel Citroën-Cevennes) führt zum Place du Moulin de Javel.

## Namensursprung

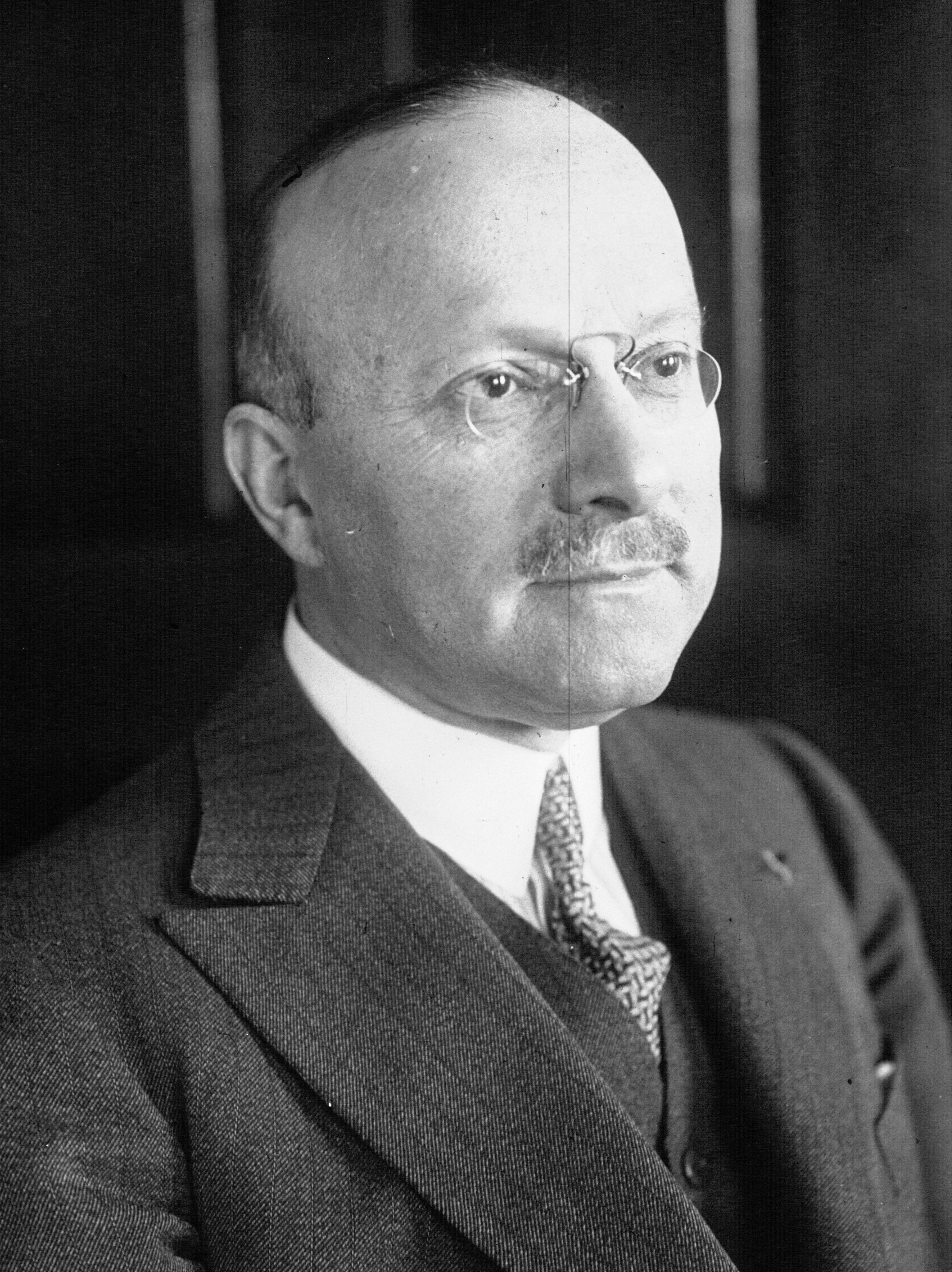
André Citroën

Der Kai ist nach dem Automobilkonstrukteur André Citroën (1878–1935) benannt, dessen Citroën-Fabriken von 1915 bis 1975 an diesem Kai errichtet wurde. Aus dem Fabrikgelände ist der heutige Parc André-Citroën geworden.

## Geschichte
Die Straße ist auch auf dem Plan de Roussel von 1730 zu erkennen.
Dieser Kai, der zu den Straßen der ehemaligen Gemeinden Grenelle und Issy gehörte, wurde 1837 begonnen und erst 1877, dem Zeitpunkt der Gründung der Chemin de fer des Moulineaux fertiggestellt. Er hatte den Namen „Quai de Javel“, denn er verlief neben dem ehemaligen Weiler Javel. Per Erlass vom 23. Mai 1863 wurde er in das Pariser Straßennetz als Port de Javel aufgenommen.
Im Jahr 1777 wurde im Weiler Javel die Fabrik von Monseigneur Comte d’Artois gegründet. Diese Fabrik befasste sich insbesondere mit der Herstellung von Säuren und Mineralsalzen. Dort wurde erstmals Natriumhypochlorit (bekannt als Eau de Javel), Natriumcarbonat und Bleiweiß entdeckt.
Als die Trasse höher gelegt wurde, erhielt sie 1958 den heutigen Namen.

## Sehenswürdigkeiten
- Parc André-Citroën